# John Hughlings Jackson

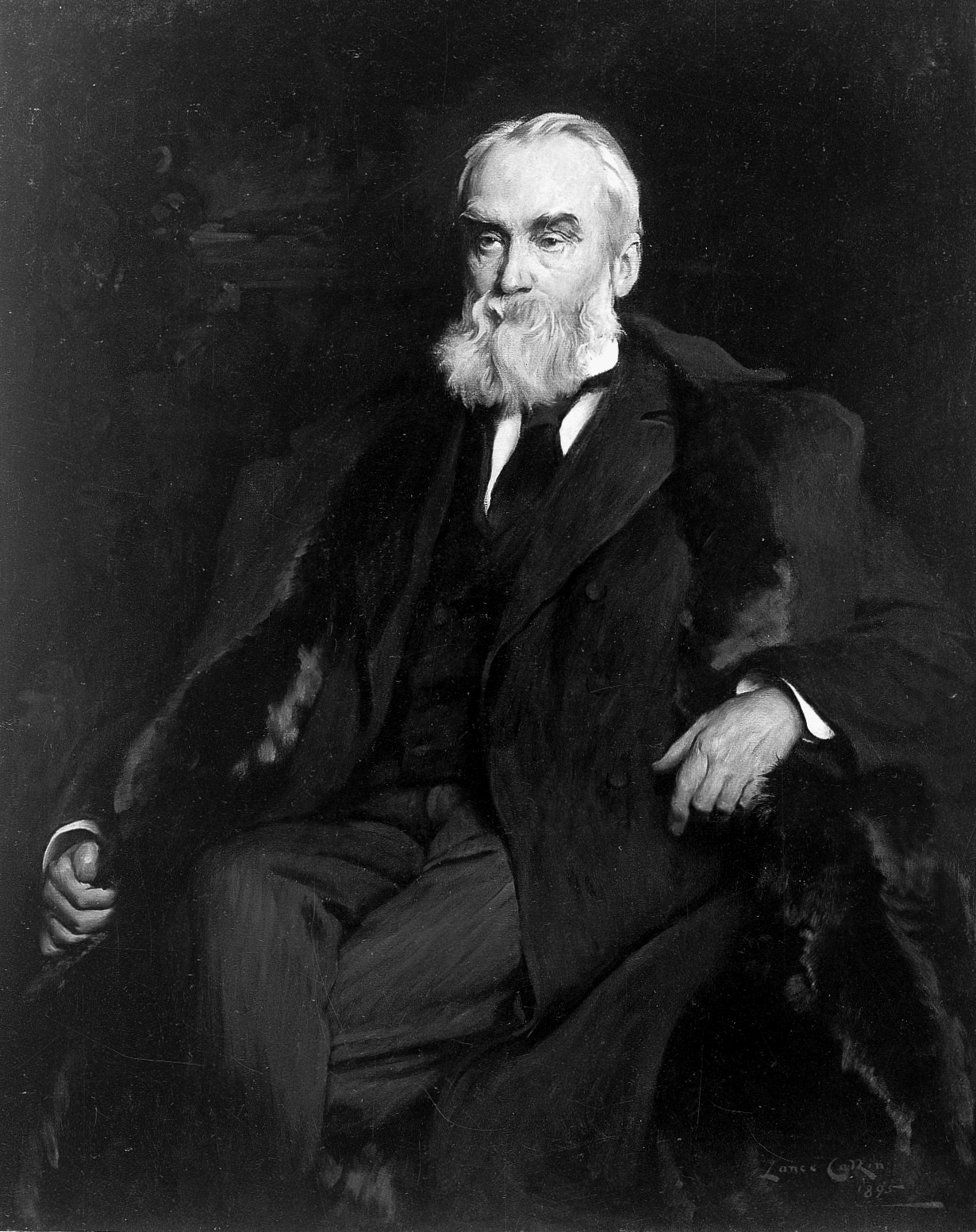
John Hughlings Jackson, 1895

John Hughlings Jackson (* 4. April 1835 in Green Hammerton, Yorkshire; † 7. Oktober 1911 in London) war ein englischer Neurologe und Mitbegründer der modernen Epileptologie. Von besonderer Bedeutung waren seine Forschungen auf den Gebieten der Epilepsie und der Aphasie.

## Leben
John Hughlings Jackson wurde auf dem Gut Providence Green in der Nähe von Knaresborough geboren, wo sein Vater einen kleinen Landbesitz auf dem Gebiet des heutigen Borough of Harrogate (North Yorkshire) hatte. Als er sich im Alter von 17 Jahren für die medizinische Laufbahn entschied, begann er, wie es damals üblich war, eine Lehre bei dem Arzt Thomas Laycock (1812–1876) in York, später Professor der Medizin an der University of Edinburgh. Mit 21 Jahren erhielt er seine Approbation und arbeitete drei Jahre als Assistent am Ortskrankenhaus von York.
1859 promovierte er als Doktor der Medizin und ging nach London zur Weiterbildung in der Neurologie bei Jonathan Hutchinson. 1863 wurde Jackson Assistent im National Hospital for Nervous Diseases. In dieser Klinik gewann Édouard Brown-Séquard, der gerade einen Posten als leitender Arzt erhalten hatte, Einfluss auf Jackson. 1864 wurde Jackson zum leitenden Arzt ernannt. In diesem Krankenhaus blieb er bis zur Erreichung des normalen Pensionsalters im Jahre 1896. Dann wurde er jedoch in Anerkennung seiner langen Dienstzeit am Institut für weitere zehn Jahre zum „Beratenden Arzt“ ernannt.
1864 heiratete er Elisabeth Base; sie starb elf Jahre später, anscheinend an einer Rindenthrombophlebitis. Im Laufe dieser Krankheit bekam sie eine Reihe von epileptischen Anfällen vom Typus, der später als Jackson-Anfälle bekannt wurde.

## Werk
Schon als junger Arzt äußerte Jackson die Ansicht, dass „destruktive Erkrankungen nicht unmittelbar positive Symptome bewirken, sondern einen negativen Zustand erzeugen, aus dem erst positive Symptome entstehen können“. Als Beispiel führte er den erhöhten Muskeltonus und die gesteigerten Reflexe an den Gliedern bei spastischer Lähmung an. Ein weiterer Grundsatz war für Jackson, dass die Lagebestimmung eines Krankheitsherdes, durch den eine Funktion gestört wird, keinen Schluss auf die Lokalisation der Funktion erlaubt.
Jackson hat niemals den Standpunkt vertreten, die Funktion irgendeines Teiles der Hirnrinde sei ausschließlich sensorisch oder ausschließlich motorisch. Die Abschnitte, die vorwiegend motorischen Funktionen dienen, lokalisierte er in den frontalen Teilen, die mit „vorwiegend“ sensiblen Funktionen in die weiter hinten gelegenen Teile der Hemisphäre.
Im Jahr 1875 beschrieb Jackson die Rindenepilepsie. Epilepsie war eines der Themen, für das sich Jackson besonders interessierte. Seine besondere Aufmerksamkeit widmete er den fokalen oder fokal beginnenden Anfällen, bei denen alle Stadien gut zu beobachten waren. Diese Art der Ausbreitung von Krampfanfällen sind jetzt als „Jackson-Anfälle“ bekannt. Er hat auch die epileptischen Manifestationen, die als dream state ‚Dämmerattacke‘, oder als psychische Aura in Erscheinung treten, beschrieben, die oft bei Herden in der Nachbarschaft des Gyrus uncinatus vorkommen, und schlug den Namen uncinate fits ‚Uncinatus-Anfälle‘, für sie vor.
Mit Studien über Sprachstörungen infolge von Läsionen des Gehirns befasste sich Jackson schon 1864, es widerstrebte ihm jedoch, eine Meinung über die Lokalisation der Sprache im Gehirn auszusprechen. Noch zwei Jahre nachdem Paul Broca gezeigt hatte, dass der Gebrauch von Worten infolge von Läsionen des linken Stirnhirns verloren gehen kann, weigerte Jackson sich in seinen ersten Beiträgen zu dieser Frage im Jahre 1864, ein starres Lokalisationsschema anzuerkennen. Später gab er zu, dass ein gewisser Teil des Gehirns, der von der mittleren Hirnarterie auf der linken Seite versorgt sei, der „gelbe Fleck für die Sprache“ sein könne.
Jackson gründete u. a. mit dem Psychiater John Charles Bucknill (1817–1897), dem Neurologen und Psychiater Sir James Crichton-Browne (1840–1938) und dem schottischen Physiologen David Ferrier 1878 die Zeitschrift „Brain“. Er war u. a. Ehrenmitglied der US-amerikanischen National Association for the Study of Epilepsy and the Care and Treatment of Epileptics und 1909–11 Mitglied des Schirmherrengremiums (Patronats) der Zeitschrift „Epilepsia“ der Internationalen Liga gegen Epilepsie (ILAE):

### Evolution und Dissolution
Einige der interessantesten Untersuchungen von Jackson sind in seinen Arbeiten über die „Evolution und Dissolution des Nervensystems“ enthalten (1881 und 1890). Unter Evolution verstand Jackson den Fortschritt von niederen, aber gut differenzierten Entwicklungsstufen zu höheren und weniger differenzierten oder den Fortschritt von mehr automatischen Funktionen zu den komplizierten Willkürbewegungen. Mit Dissolution meinte er die Reduktion auf eine niedere Entwicklungsstufe. Jackson nahm an, dass die höheren und am wenigsten differenzierten Funktionen zuerst und am schwersten leiden. Hierbei orientierte er sich an den philosophischen Lehren von Herbert Spencer.

### Anmerkung
Nach ihm sind das Jackson-Syndrom (Hirnstammsyndrom) und das Jackson-Syndrom (Hirnnervensyndrom) benannt.

## Veröffentlichungen
Hughlings Jackson veröffentlichte mehr als 300 medizinische Abhandlungen. Die wichtigeren Beiträge zur Physiologie und Pathologie des Nervensystems sind von James Taylor in Selected Writings of John Hughlings Jackson 1931 in London herausgegeben worden.